# Aulacodes reductalis
Aulacodes reductalis là một loài bướm đêm trong họ Crambidae.